# Мирјана Чиплић Курузовић
Мирјана Чиплић-Курузовић (Београд, 1937 — Београд, 2000) била је југословенски и српски позоришни, телевизијски и филмски костимограф, сликар и песник.

## Биографија
У Београду завршава основну школу и гимназију. На београдској Академији за примењену уметност, Одсек за сценски костим у класи проф. др Павла Васића, дипломирала је 1964. године. Током студија ради као сликар конзерватор у манастирима Високи Дечани, Капела Краља Драгутина, Градац код Рашке, Ђурђеви ступови. Реализовала је многа идејна решења из области костимографије и сценографије за позоришна, филмска и телевизијска остварења. Излагала је слике и графике на самосталним и бројним колективним изложбама у Србији и иностранству. Као професор цртања и сликања утицала је на уметнички развој многих младих уметника и заљубљеника у уметност. Организовала је мноштво различитих уметничких програма. Током живота писала је песме, објављене 2018. као збирка песама ’Преобраћање и Црна огледала’.

## Дела

### Костимографије
Филмска и телевизијска остварења
- Костимографија за играни филм ПУКОВНИЦА и телевизијске филмове: ДЕВИЧАНСКА СВИРКА, ЧУДО, ЛЕПТИРИЦА, МАЛТЕЗ И ШТИЋЕНИК — реализовано за ТВ Београд.

Реализована идејна решења из области костимографије у позоришним представама
- БОГОЈАВЉЕНСКА НОЋ — Народно позориште, Суботица 1964.
- ХАМЛЕТ — Народно позориште, Суботица 1966.
- ЛЕВО ОД САВЕСТИ — Народно позориште, Сомбор 1966.
- ЛЕВО ОД САВЕСТИ — Савремено позориште, Београд 1966.
- НАРОДНИ ПОСЛАНИК — Народно позориште, Осијек 1967.
- БОИНГ, БОИНГ — НУ „Божидар Аџија”, Београд 1967.
- ПЕТОРИЦА ПОД БАРЈАКОМ — Београдско драмско позориште, Београд 1974.
- ОН ВЕЛИКО О — Београдско драмско позориште, Београд 1977.
- ЛЕГЕНДА О МИТРУ РАТАРУ — Народно позориште, Титово Ужице 1979.
- ПЕТОРИЦА ПОД БАРЈАКОМ — Народно позориште, Титово Ужице 1979.
- КОМЕДИЈА ЗАБУНЕ — Београдско драмско позориште, Београд 1979.
- СУДАНИЈА ДАВИДА ШТРБЦА — Позориште Тимочке крајине, Зајечар 1980.
- ТАРТИФ — Позориште Тимочке крајине, Зајечар 1980.
- ЦРНИЛА — Позориште Тимочке крајине, Зајечар 1980.
- ИЗБИРАЧИЦА — Народно позориште, Титово Ужице 1981.
- РОМАН БЕЗ РОМАНА — Народно позориште „Стерја”, Вршац 1981.
- ДРАГОЈЛО ДУДИЋ — Театар поезије, Београд 1981.
- ЂУЛИЋИ — Театар поезије, Београд 1981.
- ЈАЗАВАЦ ПРЕД СУДОМ СА ПРОЛОГОМ ТУБА — Позориште „Сунце”, Београд 1982.
- БИЛА ЈЕ ТО ШЕВА — Позориште на теразијама, Београд 1982.
- СВУНОЋ ДА СЕ БОЛИМО — Театар поезије, Београд 1982.
- КРЛЕЖИЈАНА О ВРЕМЕНИМА ОСКУДНИМ — Театар поезије, Београд 1982.
- ЦВЕЋЕ ЗЛА — Театар поезије, Београд 1983.
- РАТНИ ДРУГОВИ — Театар поезије, Београд 1983.
- БИРТАШИЦА БЕЋАРИЦА — Народно позориште „Стерја”, Вршац 1984.
- БАЈКА О ВРЕМЕНУ — Народно позориште „Стерја”, Вршац 1984.
- ПИСМА НОРИ — Театар поезије, Београд 1984.
- ОНАЈ ТРЕЋИ — Народно позориште „Стерја”, Вршац 1985.
- МРЕШЋЕЊЕ ШАРАНА — Народно позориште „Стерја”, Вршац 1985.
- ХОДЛ ДЕ БОДЛ — Народно позориште „Стерја”, Вршац 1985.
- ЗАГРЉЕНИЦИ — Народно позориште „Стерја”, Вршац 1985.
- БАЊИЧКИ ЛОГОР — Београдско драмско позориште, Београд 1985.
- КВО ВАДИС НОМО — Театар поезије, Београд 1985.
- МИКИ ЛИКИ И ЛАЈЛА ЛОВ — Театар поезије, Београд 1985.
- ЖИВОТ ГОСПОДИНА СИМЕОНА — Театар поезије, Београд 1985.
- ОПРАВДАЊЕ ЈЕ У МЕНИ — Дом омладине, Београд 1986.
- ТОРТА СА ПЕТ СПРАТОВА — Народно позориште „Стерја”, Вршац 1986.
- СЕНКА МОЈЕ ЉУБАВИ — Театар поезије, Београд 1986.
- НЕКА СУДИ МЛАДЕЖ И ПОТОМСТВО — Вук Стефановић Караџић — УДУС 1987.
- ЂАВОЉЕ ПЛЕМЕ — Народно позориште „Стерја”, Вршац 1987.
- ЈУГОНОКТУРНО — Београдско драмско позориште, Београд 1987.
- МИЛОБРУКЕ — Театар поезије, Београд 1987.
- КА СЕ ДЕЛИ СРЕЋА И НЕСРЕЋА — Театар поезије, Београд 1987.
- ФАНТАЗИЈА ЗА ЉУДСКИ ГЛАС И ВИОЛОНЧЕЛО — Театар поезије, Београд 1988.
- НЕВЕРМОРЕ, НЕВЕРМОРЕ — Театар поезије, Београд 1988.
- ПСОВАЧИ- Београдско драмско позориште, Београд 1989.
- ХЛЕБ И СО — Театар поезије, Београд 1989.
- УБИ МЕ ПРЕЈАКА РЕЧ — Театар поезије, Београд 1989.
- МИЛУТИН — Београдско драмско позориште, Београд 1990.
- АНЂЕО СА НАОЧАРИМА И АНЂЕО СА ЛУЛОМ — Театар поезије, Београд 1990.
- СМЕЈАОНИЦА — Театар поезије, Београд 1991.
- ЛЕПЕ ЖЕНЕ РАТУЈУ — Театар на Сави, Београд 1991.
- ПЕПЕЉУГА ИДЕ НА ЖУР — Сцена Црњански, Београд 1992.
- МОЋ ГИТАРЕ — Сцена Црњански, Београд 1992.
- БАШ ЧЕЛИК — Сцена Црњански, Београд 1993.
- ОДРИЧЕМ СЕ — Сцена Црњански, Београд 1993.
- КАЛЕМЕГДАНЦИ — Београдско драмско позориште, Београд 1994.
- ХАМЛЕТ — Сцена Црњански, Београд 1995.
- ЈУЛИЈЕ ЦЕЗАР — Сцена Црњански, Београд 1996.
- ТРИ СЕСТРЕ — Сцена Црњански, Београд 1996.
- АЛИБИ — Студио „Тајне Глуме” — Центар за образовање „Ђуро Салај”, Београд 1998.

### Изложбе
самосталне изложбе
- Галерија ликовних уметника, Осијек 1968.
- Ликовна галерија „Веселин Маслеша”, Београд 1970.
- Галерија Културног Центра, Панчево 1972.
- Галерија Културног Центра, Ковин 1972.
- Ликовна галерија, Уздин 1972.
- Ликовна галерија „Камен мали”, Цафтат 1974.
- Галерија слика Матичне библиотеке „Ђука Динић”, Београд 1976, 1979.
- Галерија „Каштил код Ложе”, Бол на Брачу 1981.
- Галерија Дома културе, Чачак 1981.
- Завичајни музеј, Светозарево 1988.
- Галерија „Стара капетанија” / Народно позориште „Сцена”, Земун 1988.
- Ликовна галерија „Галеника”, Земун 1989.
- „Сценографије и костими Театра поезије”, Сцена Црњански, Београд 1993.
- „РЕТРОСПЕКТИВА”, Галерија СКЦ Нови Београд 2019.

### Књиге
- ПЕСМЕ (збирка песама- Преобраћање и Црна огледала, Мирјана Чиплић Курузовић), Београд . 2018.  978-86-81316-00-9.[1]
- ЗЛАЋАНО РУХО ЖИВОТА (ретроспектива, Мирјана Чиплић Курузовић), Београд . 2019.  978-86-81316-02-3.[1]

## Признања
- Диплома за најуспешнију сценографију на Фестивалу аматерских позоришта СР Србије за представу ’ЈАЗАВАЦ ПРЕД СУДОМ У ПАЛАНЦИ 1905’ 1975.
- Плакета града Београда и Диплома поводом 35. годишњице ослобођења Београда, Скупштина града Београда 1979.
- Специјална Диплома за најуспешнију костимографију у протеклој сезони — Београдско драмско позориште, за представу ’КОМЕДИЈА ЗАБУНА’ 1980.
- Диплома и сребрна плакета (колективно) на VI-ом међународном тријеналу позоришне сценографије и костимографије — Стерјино позорје, Нови Сад 1981.
- Диплома Театра поезије поводом 25. година уметничког рада, Београд 1988.
- Похвала за графику ’ЕКСЛИБРИС — ПАТРИЈАРХ ПАВЛЕ’ на изложби ЕКСЛИБРИС ХИЛАНДАР, Београд 1998.